# 十勝浦幌森永乳業
十勝浦幌森永乳業株式会社 (とかちうらほろもりながにゅうぎょう) は、北海道十勝郡浦幌町の乳製品メーカー。

## 概要
- 森永乳業株式会社100%出資の子会社。
- 製品納入先 森永乳業

## 沿革
- 1988年3月 - 1954年に操業開始した森永乳業(株)十勝工場が閉鎖。
- 1988年4月 - 浦幌町、JA浦幌出資による第三セクターとして新会社「浦幌乳業(株)」を設立。
- 2010年4月 - 森永乳業(株)が全株式を取得し森永乳業グループの子会社となる。
- 2018年10月 - 商号を「十勝浦幌森永乳業（株）」へ変更[2]。

## 事業所
- 北海道十勝郡浦幌町材木町1

## 関連事項
- 北海道乳業協会